# Megaselia russellensis
Megaselia russellensis är en tvåvingeart som beskrevs av Ronald Henry Lambert Disney 2003. Megaselia russellensis ingår i släktet Megaselia och familjen puckelflugor. Inga underarter finns listade i Catalogue of Life.